# 前田悠
前田 悠（まえだ ゆう）は、日本の漫画家。2015年に講談社の第27回『イブニング』新人賞で『お通夜の二人』が奨励賞を受賞しデビュー。2018年に『イブニング』掲載の『あなたソレでいいんですか』で連載デビューした。作品に『あなたソレでいいんですか』『激辛課長』がある。

## 来歴
大学を2回留年した。大学時代は映画サークルで絵コンテや脚本を書いていた。卒業が近づくにつれ「このまま何も作らないで終わるのは嫌だな」と思い漫画の道に進むことを決意した。2015年に『お通夜の二人』でイブニング新人賞受賞後、編集者にいきなり連載のネームを考えてくるように言われ試行錯誤を重ねた。「自分の殻を破りたいという思いで」描いたネームが『あなたソレでいいんですか』の連載につながった。

## 作風
読み切りデビュー以降、青年漫画を得意としている。虚構新聞・社主UKはねとらぼへの寄稿で『あなたソレでいいんですか』を評して、（『あなたソレでいいんですか』に登場する男性たちは）「自分を大きく見せようとするけれど、実は薄っぺらい理屈でしかない『男の美学』とでも言うべき心の鎧（よろい）をなすすべなくはがされ、丸裸にされ」る。主人公が「無慈悲な言葉で突き刺してくる魔性の女なのに、必ず最後は男に癒しと赦しを与えてくれる聖女のような存在になっている逆説感覚も、また本作の見どころ」として「まるで自分の内面を見透かされているよう」でありながら「勢いとスピードに乗っかって笑いながら読めてしま」う、とした。
『激辛課長』は、激辛が苦手なのに、激辛好きの女性部下の歓心を買おうとつい強がった課長が、部下に振り回されながら惹かれていくというグルメ漫画。実在店舗が登場する。少しサディスティックで蠱惑的な部下と、必死に辛さと戦う課長のコミカルな展開が特徴である。

## 作品リスト

### 連載
- あなたソレでいいんですか（『イブニング』2018年7号[4] - 2018年23号[5]）
- 激辛課長（『イブニング』2019年23号[6] - 2021年21号） - 第1巻が電子書籍のみで刊行後[7]、『激辛課長 NEW EDITION』として紙で刊行[8]。
- はたらく細胞マッスル（監修：清水茜、医療監修：渡邉翔太郎、『モーニング・ツー』2023年2月16日[9] - 2025年2月20日）

### 読み切り
- お通夜の二人 - 第27回イブニング新人賞奨励賞受賞[10]
- おじさんと私（『イブニング』2016年21号[11]）

### 書籍
- 『あなたソレでいいんですか』、講談社〈イブニングKC〉2018年、全2巻
  1. 2018年8月23日発売[12]、ISBN 978-4065125717
  2. 2018年12月21日発売[5]、ISBN 978-4065140437
- 『激辛課長 NEW EDITION』、講談社〈イブニングKC〉2021年、全3巻
  1. 2021年2月22日発売[8][13]、ISBN 978-4-06-523114-2
  2. 2021年2月22日発売[8][14]、ISBN 978-4-06-523115-9
  3. 2021年7月21日発売[15]、ISBN 978-4-06-524285-8
- 『はたらく細胞マッスル』、監修：清水茜、医療監修：渡邉翔太郎、講談社〈モーニングKC〉2023年 - 2025年、全5巻